# Mary Forbes
Pour les articles homonymes, voir Forbes (homonymie).
Mary Forbes est une actrice britannique, née à Hornsey (Borough londonien d'Haringey, Angleterre) le 30 décembre 1883, morte à Beaumont (Californie, États-Unis) le 22 juillet 1974.

## Biographie
Mary Forbes apparaît au cinéma entre 1919 et 1958. Hormis quelques films britanniques en début de carrière, elle tourne surtout des films américains, à partir de 1929, s'étant installée aux États-Unis.
Pour la télévision, elle participe à quelques séries de 1954 à 1958 (dont un épisode d’Alfred Hitckcock présente en 1955).
Au théâtre, elle joue à Broadway, dans six pièces, entre 1913 et 1945.
Elle est la mère des acteurs Brenda Forbes (1909-1996) et Ralph Forbes (1896-1951).

## Filmographie partielle

### Au cinéma

#### Années 1910
- 1919 : Women who win de Fred W. Durant et Percy Nash

#### Années 1920
- 1920 : Inheritance de Wilfred Noy
- 1929 : La Vie en rose (Sunnyside Up) de David Butler
- 1929 : Her Private Life d'Alexander Korda : Lady Wildering
- 1929 : The Trespasser d'Edmund Goulding
- 1929 : La Treizième Chaise (The Thirteenth Chair) de Tod Browning

#### Années 1930
- 1930 : Abraham Lincoln de D. W. Griffith
- 1930 : East Is West de Monta Bell  : Mrs. Benson
- 1930 :  So This Is London de John G. Blystone
- 1931 : Hors du gouffre de Raoul Walsh
- 1931 : Chances d'Allan Dwan
- 1931 : The Brat de John Ford
- 1932 : L'Adieu aux armes (A Farewell to Arms) de Frank Borzage
- 1932 : Vanity Fair de Chester M. Franklin
- 1933 : Mademoiselle Volcan (Bombshell) de Victor Fleming
- 1934 : Agent britannique (British Agent) de Michael Curtiz
- 1934 : You Can't Buy Everything de Charles Reisner
- 1935 : Anna Karénine (Anna Karenina) de Clarence Brown
- 1935 : Capitaine Blood (Captain Blood) de Michael Curtiz
- 1935 : The Perfect Gentleman de Tim Whelan
- 1935 : Code secret (Rendezvous) de William K. Howard
- 1936 : Bonne Blague (Wedding Present) de Richard Wallace
- 1937 : Cette sacrée vérité (The Awful Truth) de Leo McCarey
- 1937 : La Mascotte du régiment (Wee Willie Winkie) de John Ford
- 1937 : La Tornade (Another Dawn) de William Dieterle
- 1937 : Pension d'artistes (Stage Door) de Gregory La Cava
- 1938 : Everybody Sing d'Edwin L. Marin
- 1938 : La Coqueluche de Paris (The Rage of Paris) de Henry Koster
- 1938 : Adieu pour toujours (Always Goodbye) de Sidney Lanfield
- 1938 : Vous ne l'emporterez pas avec vous (You can't take it with you) de Frank Capra
- 1938 : Nanette a trois amours (Three Loves Has Nancy) de Richard Thorpe
- 1938 : La Vie en rose (Just around the Corner) d'Irving Cummings
- 1939 : Le Cirque en folie (You can't cheat an Honest Man) de George Marshal
- 1939 : Les Aventures de Sherlock Holmes (The Adventures of Sherlock Holmes) d'Alfred L. Werker
- 1939 : Frères héroïques (The Sun Never Sets) de Rowland V. Lee
- 1939 : Ninotchka d'Ernst Lubitsch
- 1939 : Mon mari conduit l'enquête (Fast and Loose) d'Edwin L. Marin

#### Années 1940
- 1940 : Laddie de Jack Hively
- 1940 : Florian d'Edwin L. Marin
- 1940 : Private Affairs (en) d'Albert S. Rogell
- 1940 : L'Étrangère (All this, and Heaven too) d'Anatole Litvak
- 1941 : Paris calling d'Edwin L. Marin
- 1941 : Rien que la vérité (Nothing but the Truth) d'Elliott Nugent
- 1942 : Danse autour de la vie (We were dancing) de Robert Z. Leonard
- 1942 : Âmes rebelles (This Above All) d'Anatole Litvak
- 1942 : Klondike Fury de William K. Howard
- 1943 : Rencontre à Londres (Two Tickets to London) d'Edwin L. Marin
- 1943 : Obsessions (Flesh and Fantasy) de Julien Duvivier
- 1943 : Femmes enchaînées (Women in Bondage) de Steve Sekely
- 1943 : Dangerous Blondes de Leigh Jason
- 1943 : Jane Eyre (Jane Eyre), de Robert Stevenson
- 1945 : L'esprit fait du swing (That's the Spirit) de Charles Lamont
- 1945 : Désir de femme (Guest Wife) de Sam Wood
- 1945 : Earl Carroll Vanities de Joseph Santley
- 1945 : Deanna mène l'enquête (Lady on a Train) de Charles David
- 1945 : Le Portrait de Dorian Gray (The Picture of Dorian Gray) d'Albert Lewin
- 1945 : Penny cherche un père (That Night with You) de William A. Seiter
- 1946 : La Voleuse (A Stolen Life) de Curtis Bernhardt
- 1946 : Le Train de la mort (Terror by Night) de Roy William Neill
- 1947 : L'Orchidée blanche (The Other Love) d'André De Toth
- 1947 : Le Crime de Mme Lexton (Ivy) de Sam Wood
- 1947 : La Vie secrète de Walter Mitty (The Secret Life of Walter Mitty) de Norman Z. McLeod
- 1947 : L'Étoile des étoiles (Down to Earth) d'Alexander Hall
- 1947 : L'Exilé (The Exile) de Max Ophüls
- 1948 : L'Extravagante Mlle Dee (You gotta stay Happy) de Henry C. Potter
- 1948 : La Flèche noire (The Black Arrow) de Gordon Douglas

#### Années 1950
- 1952 : Les Misérables (titre original) de Lewis Milestone
- 1958 : La Péniche du bonheur (Houseboat) de Melville Shavelson

## Théâtre (pièces à Broadway)
- 1913 : Romance d'Edward Sheldon
- 1915 : The Duke of Killicrankie de Robert Marshall
- 1926 : Sport of Kings de Ian Hay Beith, avec Walter Kingsford, Alan Mowbray
- 1928 : The Silver Box de John Galsworthy, avec Isobel Elsom
- 1935-1937 : Victoria Regina de Laurence Housman, avec George Zucco (jusqu'en 1936), Helen Hayes, Vincent Price
- 1945 : The Deep Mrs. Sykes de George Kelly, avec Romney Brent, Jean Dixon